# Втрати Великобурлуцької громади
У статті наведено список втрат українських військовослужбовців Великобурлуцької громади у російсько-українській війні, починаючи з 2014 року.

## Список загиблих
| №  | Прізвище, ім'я, по батькові        | Про особу | Дата і обставини загибелі |
| -- | ---------------------------------- | --- | --- |
| 1  | Кісіль Олег Сергійович             | 31 грудня 1996р. с.Катеринівка. Сержант Державної прикордонної служби | Загинув 13 березня 2023 р. |
| 2  | Павловський Сергій Вікторович      | 27 травня 1979р. прикордонник, відділу прикордонної служби «Вільхуватка». | Загинув в м. Мерефа 17 березня 2022 р. |
| 3  | Богдан Олександр Сергійович        | 26 квітня 1982р. прикордонник, відділу прикордонної служби «Вільхуватка». | Загинув в м. Мерефа 17 березня 2022 р. |
| 4  | Козуб Ілля Євгенійович             | 6 лютого 2000р. Ілля народився в селищі Великий Бурлук Харківської області. Закінчив Державну гімназію-інтернат з посиленою військово-фізичною підготовкою «Кадетський корпус». Згодом вступив до Національної академії Національної гвардії України. У 2020 році підписав контракт із ЗСУ. Служив у 81-й окремій аеромобільній бригаді. Був гранатометником. Виконував бойові завдання на території ООС. З першого дня повномасштабної війни Ілля разом із побратимами продовжував боронити Україну від окупантів. Був нагороджений орденом «За мужність» ІІІ ступеня вже посмертно.                      | Загинув 26 березня 2022 р. під час виконання бойового завдання біля Рубіжного на Луганщині. Поховали молодого десантника на Алеї Слави у Харкові.      |
| 5  | Гербін Евгеній Анатоліевич         | 23 серпня 1983р. с. Куп’єваха. Призваний був на військову службу 12.08.2022 р. у м. Харків. Був стрільцем-снайпером. | Загинув 12 червня 2023 року під час виконання бойового завдання біля населеного пункту Яковлівка Донецької області.                                    |
| 6  | Зензура Євген Олександрович        | 17 червня 1968р. | Загинув 31 жовтня 2022р. |
| 7  | Редька Ігор Миколайович            | 1 листопада 2000р. | Загинув 27 травня 2022р. |
| 8  | Оковитий Володимир Петрович        | 19 червня 1982р. с.Манцівка. Старший стрілець мотопіхотного батальйону. | Загинув 23 березня 2023 року під час артилерійського обстрілу зі сторони російських загарбників, поблизу населеного пункту Авдіївка Донецької області. |
| 9  | Посохов Дмитро Вікторович          | 27 квітня 1990р. с.Плоске. 2007 року закінчив Площанську ЗОШ. Вступив до Харківського політехнічного інституту, 2008 року призваний до лав Збройних Сил України. Мобілізований в березні 2014-го. Солдат, кулеметник 25-ї окремої повітрянодесантної бригади Збройних сил України, учасник російсько-української війни. 14 листопада 2014 року за особисту мужність і героїзм, виявлені у захисті державного суверенітету та територіальної цілісності України, вірність військовій присязі під час російсько-української війни, відзначений — нагороджений орденом «За мужність» III ступеня (посмертно). | 30 липня 2014р. загинув під час обстрілів бойовиками з РСЗВ «Град» позицій українських військових, поблизу Шахтарська.                                 |
| 10 | Шульжук Олександр Вадимович        | 4 липня 1983 р. | Загинув 24 квітня 2023р. |
| 11 | Чалий Володимир Вікторович         | 12 серпня 1970 | Загинув 30грудня 2022р. |
| 12 | Старцев Вячеслав Едуардович        | 29 жовтня 1997р. | Загинув 16 березня 2022р. |
| 13 | Піскун Михайло Вікторович          | 14 липня 1993р. | Загинув 10 червня 2023р. |
| 14 | Пилип'єв Едуард Мирославович       | 2 липня 1982 р. | Загинув 11 травня 2023р. |
| 15 | Нестеров Владислав Олександрович   | 9 грудня 1996р. | Загинув 8 липня 2023р. |
| 16 | Невара Сергій Олександрович        | 2 вересня 1981р. | Загинув 4 липня 2023р. |
| 17 | Невара Олег Вікторович             | 8 лютого 2000р. | Загинув 31 липня 2023р. |
| 18 | Бабай Володимир Вікторович         | 25 січня 1988р. | Загинув 26 липня 2023р. |
| 19 | Коваленко Денис Миколайович        | 18 травня 2001р. смт Великий Бурлук. Після закінчення у 2018 році Великобурлуцької загальноосвітньої школи І-ІІІ ст. до 2020 року навчався у Харківському педагогічному коледжі, працював в м. Харків на будівельних майданчиках. Після деокупації Великобурлуччини, у жовтні 2022 року, як справжній патріот пішов добровольцем захищати Україну. Брав участь у боях на Бахмутському та Куп’янському напрямках. Командир відділення 92-ї окремої механізованої бригади імені кошового отамана Івана Сірка, молодший сержант.                                                                              | Загинув 13 серпня 2023 року у бою на Бахмутському напрямку                                                                                             |
| 20 | Завацький Станіслав Олександрович  | 7 листопада 2003р. Народився у селі Плоске. Був старшим стрільцем взводу оперативного призначення однієї з військових частин Національної гвардії України | Загинув 16 серпня 2023р. під час виконання бойового завдання біля населеного пункту Роботине Запорізької області.                                      |
| 21 | Радіонов Володимир Олександрович   | 7 листопада1988р. | Загинув 14 лютого 2014р. |
| 22 | Недовєсов Андрій Сергійович        | 18 березня 1984р. | Загинув 17 березня 2022р. |
| 23 | Мішнєв Віктор Валентинович         | 24 липня 1983р. | Загинув 17 березня 2022р. |
| 24 | Смоленський Анатолій Володимирович | 21 червня 1985р. | Загинув 17 березня 2022р. |
| 25 | Жилін Юрій Іванович                | 17 серпня 1991р. | Загинув в квітні 2022р. |
| 26 | Мішнєв Андрій Юрійович             | 2 лютого 1993р. | Загинув 24 червня 2022р. |
| 27 | Ляхотський Віталій Олександрович   | 31 березня 1994р. | Загинув 8 листопада 2022р. |
| 28 | Пєкач Олександр Миколайович        | 29 березня 1985р. | Загинув 1 грудня 2022р. |
| 29 | Подкатилов В'ячеслав Геннадійович  | 15 липня 1981р. | Загинув 29 січня 2023р. |
| 30 | Сумченко Євген Анатолійович        | 24 серпня 1989р. | Загинув 5 березня 2023р. |
| 31 | Пєтухов Олексій Сергійович         | 13 жовтня 2001р. | Загинув 14 березня 2023р. на Бахмутському напрямку. |
| 32 | Садихов Сеймур Шихалі огли         | 6 листопада 1982р. с. Чорне. Він добровільно пішов боронити Батьківщину в січні 2023. Він був чуйною і доброю людиною, працював вантажником, пакувальником, кухарем. Після початку повномасштабного вторгнення був у Великому Бурлуці в окупації. Мешкав в Харкові, дитинство та юність провів в селищі Чорне Харківської області. | 24 травня 2023р. загинув під Бахмутом на Донеччині. Поховали оборонця України на Алеї Слави у Харкові 28 липня 2023р.                                  |
| 33 | Шитик Олексій Валентинович         | 25 серпня 1987р. с. Манцівка. Олексій був керівником механічно-зварювальної дільниці складально-випробувального цеху АТ "Українські енергетичні машини". Олексій більше 16 років працював на підприємстві, починав свій трудовий шлях учнем токаря. Був не тільки відповідальним у роботі, обізнаним у справі, авторитетом для своїх співробітників, а й справжнім товаришем й другом своїм колегам. 13 серпня 2022 року він був призваний до лав Збройних Сил України, щоб боронити рідну українську землю. Олексій був навідником аеромобільного батальйону однієї з військових частин ЗСУ.              | У віці 35 років загинув поблизу с.Курдюмівка на Донеччині 25 листопада 2022р.                                                                          |
| 34 | Гнєдик Павло Миколайович           | 9 липня 1984р. | Загинув 6 квітня 2023р. |
| 35 | Костоусов Петро Джонович           | 17 червня 1986р. | Загинув 22 жовтня 2022р. |
| 36 | Дмітрієв Євген                     | Уродженець с.Плоске Великобурлуцької громади | Загинув 2023р. Похований у с.Плоске |